# Sjelon
De Sjelon (Russisch: Шелонь) is een rivier in Rusland. De Sjelon stroomt door de oblasten Pskov en Novgorod. Aan de Sjelon liggen twee steden: Porchov (oblast Pskov) en Soltsy (oblast Novgorod). De lengte is 248 kilometer, het stroomgebied is 9710 vierkante kilometer. De rivier mondt uit in het Ilmenmeer.
De Sjelon is vooral bekend van de Slag bij de Sjelon die plaatsvond in Soltsy, aan de monding van die rivier. Bij deze slag in 1471 versloeg Moskovië onder aanvoering van hertog Kholmsky Novgorod, hetgeen resulteerde in de annexatie van Novgorod bij Moskou in 1478.
- Virtual International Authority File: 315142773